# (3114) Ercilla
(3114) Ercilla est un astéroïde de la ceinture principale.

## Description
(3114) Ercilla est un astéroïde de la ceinture principale. Il fut découvert le 19 mars 1980 à Cerro El Roble par l'Université du Chili. Il présente une orbite caractérisée par un demi-grand axe de 2,42 UA, une excentricité de 0,20 et une inclinaison de 2,2° par rapport à l'écliptique.

## Compléments